# U Sports football
U Sports football – rozgrywki futbolu kanadyjskiego organizowane przez U Sports, w których biorą udział drużyny kanadyjskich uniwersytetów. U Sports football jest najwyższym poziomem amatorskim w futbolu kanadyjskim.

## System rozgrywek
26 drużyn podzielonych jest na cztery konferencje: Canada West Universities Athletic Association, Ontario University Athletics, Quebec Student Sports Federation i Atlantic University Sport. Mistrzowie każdej konferencji grają w półfinale o awans do Pucharu Vaniera. Rekordowym zwycięzcą Varnier Cup jest drużyna Laval Rouge-et-Or (11 razy). Sezon zaczyna się w dniu Święta Pracy (w Kanadzie jest to pierwszy poniedziałek września) a kończy meczem finałowym pod koniec listopada. Najbardziej prestiżową nagrodą indywidualną jest Hec Crighton Trophy, przyznawana od 1967 roku najwybitniejszemu zawodnikowi.

## Drużyny
| Uniwersytet                                   | Nazwa drużyny                                 | Miasto                                        |                                               |                                               |
| Canada West Universities Athletic Association | Canada West Universities Athletic Association | Canada West Universities Athletic Association | Canada West Universities Athletic Association | Canada West Universities Athletic Association |
| --------------------------------------------- | --------------------------------------------- | --------------------------------------------- | --------------------------------------------- | --------------------------------------------- |
| University of British Columbia                | Thunderbirds                                  | Vancouver                                     |                                               |                                               |
| University of Calgary                         | Dinos                                         | Calgary                                       |                                               |                                               |
| University of Alberta                         | Golden Bears                                  | Edmonton                                      |                                               |                                               |
| University of Saskatchewan                    | Huskies                                       | Saskatoon                                     |                                               |                                               |
| University of Regina                          | Rams                                          | Regina                                        |                                               |                                               |
| University of Manitoba                        | Bisons                                        | Winnipeg                                      |                                               |                                               |
| Ontario University Athletics                  |                                               |                                               |                                               |                                               |
| University of Windsor                         | Lancers                                       | Windsor                                       |                                               |                                               |
| University of Western Ontario                 | Mustangs                                      | London                                        |                                               |                                               |
| University of Waterloo                        | Warriors                                      | Waterloo                                      |                                               |                                               |
| Wilfrid Laurier University                    | Golden Hawks                                  | Waterloo                                      |                                               |                                               |
| University of Guelph                          | Gryphons                                      | Guelph                                        |                                               |                                               |
| McMaster University                           | Marauders                                     | Hamilton                                      |                                               |                                               |
| University of Toronto                         | Varsity Blues                                 | Toronto                                       |                                               |                                               |
| York University                               | Lions                                         | Toronto                                       |                                               |                                               |
| Queen’s University                            | Golden Gaels                                  | Kingston                                      |                                               |                                               |
| University of Ottawa                          | Gee-Gees                                      | Ottawa                                        |                                               |                                               |
| Carleton University                           | Ravens                                        | Ottawa                                        |                                               |                                               |
| Réseau du sport étudiant du Québec            |                                               |                                               |                                               |                                               |
| Concordia University                          | Stingers                                      | Montreal                                      |                                               |                                               |
| Université de Montréal                        | Carabins                                      | Montreal                                      |                                               |                                               |
| McGill University                             | Redmen                                        | Montreal                                      |                                               |                                               |
| Université Laval                              | Rouge et Or                                   | Québec                                        |                                               |                                               |
| Université de Sherbrooke                      | Vert et Or                                    | Sherbrooke                                    |                                               |                                               |
| Atlantic University Sport                     |                                               |                                               |                                               |                                               |
| Acadia University                             | Axemen                                        | Wolfville                                     |                                               |                                               |
| Mount Allison University                      | Mounties                                      | Sackville                                     |                                               |                                               |
| Saint Francis Xavier University               | X-Men                                         | Antigonish                                    |                                               |                                               |
| Saint Mary’s University                       | Huskies                                       | Halifax                                       |                                               |                                               |
| Bishop’s University                           | Gaiters                                       | Sherbrooke                                    |                                               |                                               |